# Конкистадори: Авантура
Конквистадори: Авантура (шп. Conquistadores: Adventvm), шпанска историјска минисерија из 2017. године. Серија верно описује првих 30 година открића и колонизације Америке (1492-1522).

## Улоге
| Глумац               | Улога                      |
| -------------------- | -------------------------- |
| Eduardo San Juan     | Хуан Родригез де Фонсека   |
| Nacho Acero          | Гонзало Гереро             |
| Paco Illescas        | Панфило де Нарваез         |
| César Díaz Capilla   | Мартин Фернандез де Енсисо |
| Roberto Bonacini     | Алонсо де Охеда            |
| José Sisenando       | Франсиско Пизаро           |
| Alfonso Delgado      | Педраријас Давила          |
| Mario de la Rosa     | Хуан де ла Коса            |
| Miguel Lago Casal    | Кристифор Колумбо          |
| Miguel Díaz Espada   | Ернан Кортез               |
| Juan Díaz Pardeiro   | Антонио Пигафета           |
| Denis Gómez          | Фернандо Магелан           |
| Paco Manzanedo       | Васко Нуњез де Балбоа      |
| Mauro Muñiz          | Хуан Себастијан Елкано     |
| Sandra Peixoto       | Анакаона                   |
| Aitana Sánchez-Gijón | Изабела од Кастиље         |
| Aitor Legardón       | Кабеза де Вака             |
| Diego Barrero        | Херонимо де Агилар         |
| Pau Carreres         | Понсе де Леон              |
| Bruno Squarcia       | Америго Веспучи            |
| David Ambit          | Николас де Овандо          |
| Francisco Ortiz      | Ернандо де Сото            |
| Anderson Tariano     | Каонабо                    |
| Alejandro Ruiz Río   | Краљ Фернандо              |
| Iker Legardon        | Гаспар де Кесада           |

## Епизоде
| Бр. еп. (укупно) | Бр. еп. (у сезони) | Наслов                | Редитељ          | Сценариста                      | Премијера          |
| --- | ------------------ | --------------------- | ---------------- | ------------------------------- | ------------------ |
| 1 | 1                  | "Кључеви мора"        | Исраел дел Санто | Мигел Еспада и Исраел дел Санто | 9. октобар 2017.   |
| Прва епизода описује прво Колумбово путовање и откриће Америке, као и догађаје који су му непосредно претходили (1492-1493). |                    |                       |                  |                                 |                    |
| 2 | 2                  | "Мали капетан"        | Исраел дел Санто | Мигел Еспада и Исраел дел Санто | 16. октобар 2017.  |
| Друга епизода описује друго и треће Колумбово путовање, шпанску колонизацију Хаитија и почетак каријере Алонса де Охеде (1493-1502). |                    |                       |                  |                                 |                    |
| 3 | 3                  | "Хировита"            | Исраел дел Санто | Мигел Еспада и Исраел дел Санто | 23. октобар 2017.  |
| Трећа епизода описује четврто Колумбово путовање, сурову управу Николаса де Ованда на Хаитију, смрт краљице Анакаоне и неуспелу експедицију Алонса де Охеде у Јужну Америку (оснивање колоније Сан Себастијан де Ураба), као и почетак каријере Франсиска Пизара и Васка Нуњеза де Балбое (1502-1510). |                    |                       |                  |                                 |                    |
| 4 | 4                  | "Океани злата"        | Исраел дел Санто | Мигел Еспада и Исраел дел Санто | 30. октобар 2017.  |
| Четврта епизода описује успон Васка Нуњеза де Балбое, оснивање колоније Санта Марија ла Антигва дел Даријен и откриће Тихог океана, као и смрт Алонса де Охеде (1510-1513). |                    |                       |                  |                                 |                    |
| 5 | 5                  | "Сирочићи"            | Исраел дел Санто | Мигел Еспада и Исраел дел Санто | 6. новембар 2017.  |
| Пета епизода описује борбу Бартоломеа де лас Казаса за права Индијанаца, сурову управу Педраријаса Давиле у Панами, смрт Васка Нуњеза де Балбое и припреме за Магеланову експедицију (1514-1517). |                    |                       |                  |                                 |                    |
| 6 | 6                  | "Дивови"              | Исраел дел Санто | Мигел Еспада и Исраел дел Санто | 13. новембар 2017. |
| Шеста епизода приказује почетак Магеланове експедиције (1519-1520). |                    |                       |                  |                                 |                    |
| 7 | 7                  | "Кључеви Пацифика"    | Исраел дел Санто | Мигел Еспада и Исраел дел Санто | 20. новембар 2017. |
| Седма епизода приказује наставак Магеланове експедиције, његову смрт, откриће Јукатана и Кортезово освајање Мексика (1519-1521). |                    |                       |                  |                                 |                    |
| 8 | 8                  | "Први који ме окружи" | Исраел дел Санто | Мигел Еспада и Исраел дел Санто | 27. новембар 2017. |
| Осма епизода приказује завршетак Магеланове експедиције под вођством Себастијана Елкана (1522), као и Нарваезову експедицију на Флориду (1528). |                    |                       |                  |                                 |                    |